# (1258) Sicilia
(1258) Sicilia ist ein Asteroid des Hauptgürtels, der am 8. August 1932 vom deutschen Astronomen Karl Wilhelm Reinmuth in Heidelberg entdeckt wurde. 
Der Asteroid ist nach der italienischen Insel Sizilien benannt. 